# Černý močál (Zakarpatská oblast)

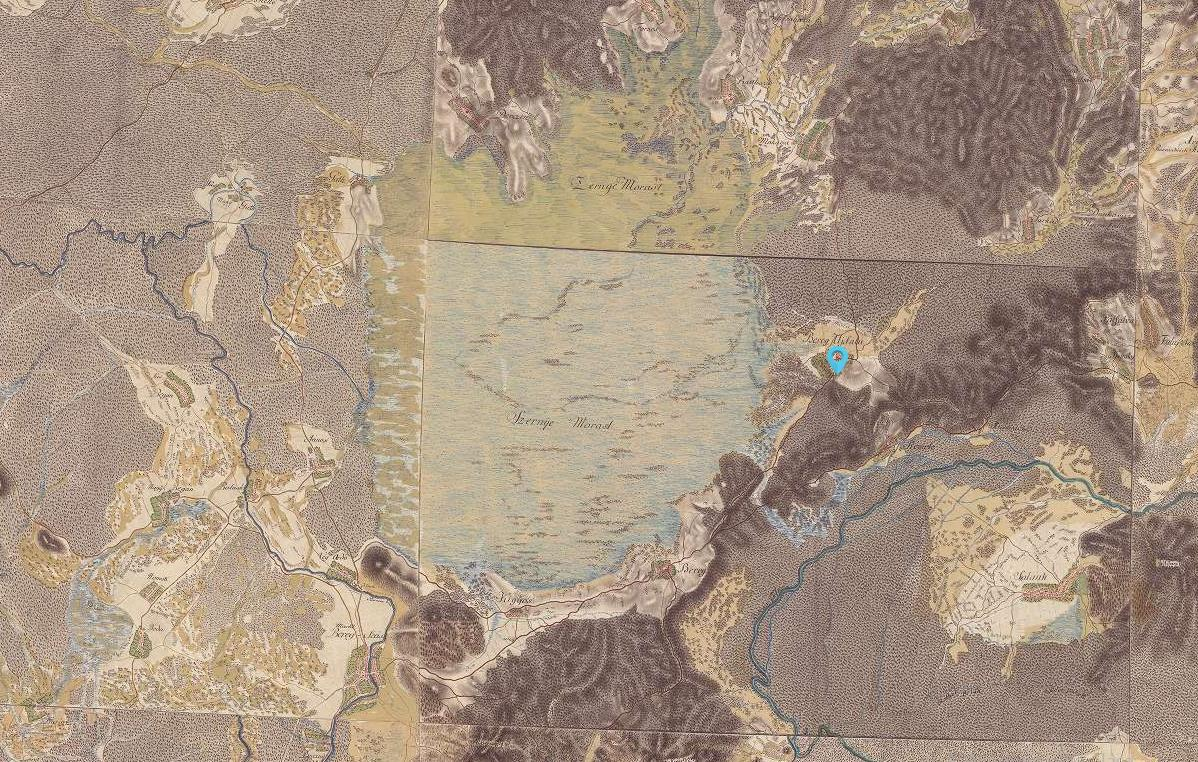
Lokalita na mapě prvního vojenského mapování.

Černý močál (ukrajinsky Чорний Мочар, maďarsky Fekete-mocsár) byl rozsáhlý močál, který se nacházel na západě Zakarpatské oblasti, přibližně mezi městy Veľké Kapušany (dnes na Slovensku, Čop, Mukačevo a Berehovo (dnes na Ukrajině). Měl rozlohu okolo 120 km2
Jednalo se o pozůstatek jezera, zasahoval tok řek Latorica, Tisa a Tica (dnes zaniklá). První písemná zmínka se váže k mongolskému vpádu z roku 1241, kdy se místní obyvatelstvo znalé podmínek v lokalitě dokázalo před útočníky skrýt. V 19. a 20. století byl postupně zlikvidován; melioračními kanály odvodněn a lesy byly vykáceny a změněny na zemědělskou půdu. Patrný je převážně na mapách prvního vojenského mapování.